# Alendroninezuur
Alendroninezuur (ook als natriumalendronaat gebruikt) is een bisfosfonaat dat gebruikt wordt bij osteoporose en verschillende andere botaandoeningen. Het wordt los maar ook als combinatiepreparaat met vitamine-D verkocht (2800 IU en 5600 IU Fosamax+D). Het patent van Merck & Co. in de VS verliep in 2008 waarna generieke middelen op de markt kwamen.  
Zoals bij alle bisfosfonaten is de biologische beschikbaarheid bij oraal gebruik heel laag; onder gunstige omstandigheden 0,6–0,7%. Inname met voedingsmiddelen anders dan water verlaagt de beschikbaarheid nog verder.  
Alendronaat verhindert botresorptie door osteoclasten. Zoals alle bisfosfonaten is het chemisch verwant aan anorganisch pyrofosfaat, de endogene regulator van botopbouw.  
Bij gebruik van alendroninezuur moet voldoende calcium en vitamine D beschikbaar zijn om botweefsel te ontwikkelen.
De toegenomen botdichtheid na juist gebruik van alendroninezuur met calcium en vitamine D, na minimaal vijf jaar, verlaagt risico op allerlei fracturen in heup en rug significant. In de groep met de hoogste risico's (vrouwen na de overgang met eerdere wervelbreuken) nam het aantal fracturen met 50% af.

## Gebruik
- behandeling van osteoporose;
- profylaxe van osteoporose bij vrouwen;
- ziekte van Paget;
- experimentele behandeling van osteogenesis imperfecta.

## Contra-indicaties en voorzorgsmaatregelen
- acute maag-darmontstekingen (oesofagitis, gastritis, maagzweren);
- klinisch manifeste osteomalacie;
- slokdarmafwijkingen (achalasie);
- bedgebondenheid (30 minuten na inname mag niet gelegen worden);
- nieraandoening met kreatinineklaring onder 30ml/min;
- hypocalciëmie;
- zwangerschap en borstvoeding;
- leeftijd onder 18 vanwege ontbreken van klinische gegevens;
- overgevoeligheid voor alendronaat.